# Halectinosoma chislenki
Halectinosoma chislenki är en kräftdjursart som beskrevs av Michel Clément och Colin G. Moore 1995. Halectinosoma chislenki ingår i släktet Halectinosoma och familjen Ectinosomatidae. Inga underarter finns listade i Catalogue of Life.